# سنتنیال (آریزونا)
سنتنیال (به انگلیسی: Centennial) یک منطقهٔ مسکونی در ایالات متحده آمریکا است که در آریزونا واقع شده‌است. سنتنیال ۴۱۹ متر بالاتر از سطح دریا واقع شده‌است.